# هنريكي أفونسو غوميز
هنريكي أفونسو غوميز (23 مارس 1991 في البرتغال - ) هو لاعب كرة قدم برتغالي في مركز الهجوم.

## وصلات خارجية
- هنريكي أفونسو غوميز على موقع قاعدة بيانات كرة القدم.إي يو (الإنجليزية)
- هنريكي أفونسو غوميز على موقع Soccerway.com (الإنجليزية)